# Primera Nacional
Primera B Nacional (w skrócie zwana Nacional B) – argentyńska druga liga organizowana przez argentyński związek piłkarski Asociación del Fútbol Argentino (AFA).
W drugiej lidze biorą udział kluby z całej Argentyny. Awansują do niej drużyny z ligi Primera B Metropolitana (stołecznej ligi B), w której występują wyłącznie kluby z zespołu miejskiego Buenos Aires. Kluby z prowincji awansują do drugiej ligi z ogólnokrajowej ligi prowincjonalnej Torneo Argentino A.

## Mistrzowie drugiej ligi argentyńskiej

### Segunda División
| Rok  | Mistrz                                   |
| ---- | ---------------------------------------- |
| 1899 | CA Banfield                              |
| 1900 | CA Banfield                              |
| 1901 | Barracas Athletic Buenos Aires           |
| 1902 | Belgrano AC (rezerwy)                    |
| 1903 | Barracas Athletic Buenos Aires (rezerwy) |
| 1904 | Barracas Athletic Buenos Aires (rezerwy) |
| 1905 | América                                  |
| 1906 | CA Estudiantes (rezerwy)                 |
| 1907 | Nacional Buenos Aires                    |
| 1908 | River Plate                              |
| 1909 | Gimnasia y Esgrima Buenos Aires          |
| 1910 | Racing Club de Avellaneda                |

### División Intermedia
W roku 1911 wprowadzono nową ogólnonarodową drugą ligę o nazwie "Intermedia". Liga "Segunda División" była kontynuowana jako w tym momencie trzecia liga argentyńska.
| Rok  | Mistrz                                                                                          |
| ---- | ----------------------------------------------------------------------------------------------- |
| 1911 | Estudiantes La Plata                                                                            |
| 1912 | Ferro Carril Oeste (Federacja AAF) CA Tigre (Federacja FAF)                                     |
| 1913 | CA Huracán (Federacja AAF) Floresta Buenos Aires (Federacja FAF)                                |
| 1914 | Honor y Patria Buenos Aires (Federacja AAF) Defensores de Belgrano Buenos Aires (Federacja FAF) |
| 1915 | Gimnasia y Esgrima La Plata                                                                     |
| 1916 | Sportivo Barracas Buenos Aires                                                                  |
| 1917 | Defensores de Belgrano Buenos Aires                                                             |
| 1918 | Eureka Buenos Aires                                                                             |
| 1919 | CA Banfield (Federacja AAF) Barracas Central Buenos Aires (Federacja AAm)                       |
| 1920 | Club El Porvenir (Federacja AAF) General Mitre Buenos Aires (Federacja AAm)                     |
| 1921 | Sportivo Dock Sud (Federacja AAF) Palermo Buenos Aires (Federacja AAm)                          |
| 1922 | Boca Juniors (Rezerwy) (Federacja AAF) Argentino del Sud Buenos Aires (Federacja AAm)           |
| 1923 | Boca Juniors (Rezerwy) (Federacja AAF) Liberal Argentino Buenos Aires (Federacja AAm)           |
| 1924 | Chacarita Juniors (Federacja AAF) Excursionistas Buenos Aires (Federacja AAm)                   |
| 1925 | Sportivo Balcarce Buenos Aires (Federacja AAF) Talleres Remedios de Escalada (Federacja AAm)    |
| 1926 | Nacional Adrogué (Federacja AAF) Honor y Patria Buenos Aires (Federacja AAm)                    |

### Primera División B
W 1927 została wprowadzona nowa druga liga pod nazwą "Primera División B". Liga "División Intermedia" była kontynuowana jako trzecia liga.
| Rok  | Mistrz                         |
| ---- | ------------------------------ |
| 1927 | Club El Porvenir               |
| 1928 | Colegiales Buenos Aires        |
| 1929 | Honor y Patria Buenos Aires    |
| 1930 | Nueva Chicago Buenos Aires     |
| 1931 | Liberal Argentino Buenos Aires |
| 1932 | Sportivo Dock Sud              |

### Segunda División (od 1935 zawodowa)
W roku 1933 "Primera División B" została zastąpiona przez "Segunda División" w amatorskiej federacji AAF.
| Rok  | Mistrz |
| ---- | --- |
| 1933 | Ramsar Buenos Aires (federacja AAF) |
| 1934 | Bella Vista Bella Vista (federacja AAF) River Plate (Rezerwy) (federacja LAF)                                                                      |
|      | W roku 1935 utworzono drugą ligę przez połączenie najsłabszych drużyn z ligi zawodowej z pierwszą ligą amatorską. Początek drugiej ligi zawodowej. |
| 1935 | Estudiantes La Plata (Rezerwy) |
| 1936 | Boca Juniors (Rezerwy) |
| 1937 | Almagro Buenos Aires |
| 1938 | Argentino de CA Argentino de Quilmes |
| 1939 | CA Banfield |
| 1940 | Argentinos Juniors Buenos Aires |
| 1941 | Chacarita Juniors |
| 1942 | Rosario Central |
| 1943 | CA Vélez Sarsfield |
| 1944 | Gimnasia y Esgrima La Plata |
| 1945 | CA Tigre |
| 1946 | CA Banfield |
| 1947 | Gimnasia y Esgrima La Plata |
| 1948 | Argentinos Juniors Buenos Aires * |

- W 1948 rozgrywki przerwano z powodu strajku piłkarzy. W momencie przerwania rozgywek liderem był klub Argentinos Juniors

### Primera División B
| Rok  | Mistrz |
| ---- | --- |
| 1949 | CA Argentino de Quilmes                                                                                                 |
| 1950 | CA Lanús |
| 1951 | Rosario Central |
| 1952 | Gimnasia y Esgrima La Plata                                                                                             |
| 1953 | CA Tigre |
| 1954 | Estudiantes La Plata |
| 1955 | Argentinos Juniors Buenos Aires                                                                                         |
| 1956 | Atlanta Buenos Aires |
| 1957 | Central Córdoba Rosario                                                                                                 |
| 1958 | Ferro Carril Oeste |
| 1959 | Chacarita Juniors |
| 1960 | Los Andes Buenos Aires                                                                                                  |
| 1961 | CA Argentino de Quilmes                                                                                                 |
| 1962 | CA Banfield |
| 1963 | Ferro Carril Oeste |
| 1964 | CA Lanús |
| 1965 | CA Colón |
| 1966 | Unión Santa Fe |
| 1967 | Defensores de Belgrano Buenos Aires                                                                                     |
| 1968 | Almagro Buenos Aires |
| 1969 | Ferro Carril Oeste |
| 1970 | Ferro Carril Oeste |
| 1971 | CA Lanús |
| 1972 | CA All Boys |
| 1973 | CA Banfield |
| 1974 | CA Temperley |
| 1975 | CA Argentino de Quilmes                                                                                                 |
| 1976 | CA Platense (pierwsza runda) CA Lanús (finał)                                                                           |
| 1977 | CA Estudiantes |
| 1978 | Ferro Carril Oeste |
| 1979 | CA Tigre |
| 1980 | Sarmiento Junín |
| 1981 | Nueva Chicago Buenos Aires                                                                                              |
| 1982 | San Lorenzo de Almagro                                                                                                  |
| 1983 | Atlanta Buenos Aires |
| 1984 | Deportivo Español |
| 1985 | Rosario Central |
| 1986 | Deportivo Italiano Buenos Aires (turniej przejściowy w związku ze zmianą systemu jesień-wiosna na system wiosna-jesień) |

### Nacional B
W roku 1986 "Primera División B" była kontynuowana jako liga B mistrzostw stołecznych "Campeonato Metropolitano". Wprowadzono nową drugą ligę, podczas gdy "Metropolitano B" stało się trzecią ligą pomiędzy "Nacional B" a "Primera División C". Zmiana systemu rozgrywek z jesień-wiosna na wiosna-jesień.
| Rok     | Mistrz                     |
| ------- | -------------------------- |
| 1986/87 | Armenio Buenos Aires       |
| 1987/88 | Deportivo Mandiyú          |
| 1988/89 | Chaco For Ever Resistencia |
| 1989/90 | CA Huracán                 |
| 1990/91 | CA Argentino de Quilmes    |
| 1991/92 | CA Lanús                   |
| 1992/93 | CA Banfield                |
| 1993/94 | Gimnasia y Esgrima Jujuy   |
| 1994/95 | Estudiantes La Plata       |
| 1995/96 | Huracán Corrientes         |

### Primera B Nacional
| Rok     | Mistrz                          |
| ------- | ------------------------------- |
| 1996/97 | Argentinos Juniors Buenos Aires |
| 1997/98 | Talleres Córdoba                |
| 1998/99 | Instituto Córdoba               |
| 1999/00 | CA Huracán                      |
| 2000/01 | CA Banfield                     |
| 2001/02 | Olimpo Bahía Blanca             |
| 2002/03 | Atlético Rafaela                |
| 2003/04 | Instituto Córdoba               |
| 2004/05 | Tiro Federal Rosario            |
| 2005/06 | Godoy Cruz Antonio Tomba        |
| 2006/07 | Olimpo Bahía Blanca             |
| 2007/08 | San Martín Tucumán              |
| 2008/09 | Atlético Tucumán                |
| 2009/10 | Olimpo Bahía Blanca             |
| 2010/11 | Atlético Rafaela                |